# Mouvement de réunification pour le changement
Le Mouvement de réunification pour le changement (en anglais Reunification Movement for Change), parfois initialement appelé Réunification des mouvements pour le changement (Reunification of Movements for Change), est un parti politique vanuatais.

## Historique
Le parti est fondé en 2012, en amont des élections législatives, par Charlot Salwaï, longtemps membre jusque lors de l'Union des partis modérés (UPM),. Steven Kalsakau, Raphael Worwor et lui avaient été exclus de l'UPM pour avoir rejoint le gouvernement de coalition de Sato Kilman contre la volonté du parti. Les trois hommes songent un temps à rejoindre la Confédération verte, puis annoncent qu'ils constituent un nouveau mouvement appelé « UPM pour le changement ». Début septembre 2012, la Cour suprême leur interdit d'utiliser l'étiquette « UPM », de quelque manière que ce soit. Ils deviennent donc le « Mouvement de réunification pour le changement » (MRC). Le parti Namangi-Aute de Paul Telukluk se fond dans le MRC en amont des élections de 2012,.
Le MRC obtient trois sièges aux élections de 2012 avec l'élection de Charlot Salwaï (député de Pentecôte), Paul Telukluk (député de Malekula) et Steven Kalsakau (député d'Éfaté et également ancien membre de l'UPM). Le parti participe au gouvernement de coalition de Sato Kilman : Charlot Salwaï est nommé ministre des Finances et Steven Kalsakau ministre de l'Éducation, de la Jeunesse et des Sports. En mars 2013 le gouvernement perd sa majorité parlementaire à l'issue de défections, et démissionne. Les députés du MRC siègent alors sur les bancs de l'opposition. En février 2014, Paul Telukluk et Steven Kalsakau rejoignent le gouvernement de Moana Carcasses en échange de portefeuilles ministériels, tandis que Charlot Salwaï demeure membre de l'opposition et considère que ses deux collègues ne sont plus membres du MRC,. La nouvelle majorité se disloque en mai 2014, et l'opposition parvient à former un gouvernement de coalition mené par Joe Natuman. Charlot Salwaï est nommé ministre de l'Intérieur. Ce gouvernement chute à son tour en juin 2015, Sato Kilman redevient Premier ministre et Paul Telukluk, qui se considère désormais député du parti Namangi-Aute et non plus du MRC, est nommé ministre des Affaires foncières. En octobre 2015 quatorze députés de la majorité parlementaire, dont Paul Telukluk et Steven Kalsakau, sont reconnus coupables de corruption par la justice, et perdent leurs sièges de députés,. Le Premier ministre Kilman n'ayant pas de majorité pour gouverner et ayant refusé de former un gouvernement d'union nationale avec l'opposition, le président de la République, Baldwin Lonsdale, dissout le Parlement le 24 novembre, et annonce des élections législatives anticipées.
Le MRC obtient trois sièges lors de ces élections anticipées en janvier 2016 : Charlot Salwaï conserve son siège à Pentecôte, rejoint par deux nouveaux élus : Marcelino Barthelemy à Malekula et Rick Mahe à Santo. Seoule Simeon, élu sous l'étiquette de l'UPM, rejoint lui aussi le RMC. Charlot Salwaï parvient à former une large coalition de gouvernement rassemblant dix partis politiques ; seul candidat à la fonction de Premier ministre, il est approuvé à ce poste par les voix de quarante-six députés sur cinquante-deux. Il parvient à maintenir une majorité stable durant l'intégralité de la législature 2016-2020. Aux élections de mars 2020, le MRC obtient sept sièges : Charlot Salwaï, Marcellino Barthelemy, Rick Mahe et Seoule Simeon, réélus, sont rejoints par François Batick, Jack Norris Kalmet et Ulrich Sumptoh. Lorsque le Parlement s'assemble pour élire le premier ministre, Charlot Salwaï s'écarte au profit de Ralph Regenvanu, le chef du parti Terre et Justice, qui est ainsi le candidat de la majorité sortante. Ishmael Kalsakau (UPM), le chef de l'opposition sortante, présente Bob Loughman -chef du Vanua'aku Pati- comme le candidat de son camp. Le Parlement élit Bob Loughman à la direction du gouvernement avec 31 voix contre 21, et les députés du MRC siègent ainsi sur les bancs de l'opposition.